# Osservatorio di Copenaghen
| 3312 Pedersen     | 24 settembre 1984 |
| 3369 Freuchen     | 18 ottobre 1985   |
| (7743) 1986 JA    | 2 maggio 1986     |
| 8261 Ceciliejulie | 11 settembre 1985 |
| 8338 Ralhan       | 27 marzo 1985     |
| 9555 Frejakocha   | 2 aprile 1986     |
| (22282) 1985 RA   | 11 settembre 1985 |
| (24642) 1984 SA   | 22 settembre 1984 |

L'osservatorio di Copenaghen (in lingua danese Københavns Universitet Astronomisk Observatorium, lett. Osservatorio astronomico dell'Università di Copenaghen) è l'osservatorio astronomico nazionale danese. Da sempre gestito dall'Università di Copenaghen, fu inizialmente edificato nel centro di Copenaghen ma venne in seguito trasferito nei sobborghi della città.
Il Minor Planet Center gli accredita la scoperta di otto asteroidi effettuate tra il 1984 e il 1986.
Ai due sistemi di osservazione sono stati assegnati i codici MPC 035 Copenhagen e 054 Brorfelde.

## Storia
La prima sede dell'osservatorio tra il 1642 e il 1861 fu la Rundetårn, appositamente costruita. Le crescenti necessità di spazio e i disturbi arrecati dal traffico sulla centralissima Købmagergade, portarono nel 1859 alla costruzione di nuova sede sull'Østervold una delle fortificazioni esterne della città, non lontano dall'orto botanico di Copenaghen.
Il primo direttore nella nuova sede fu Heinrich Louis d'Arrest cui seguirono, nel 1875, Thorvald N. Thiele e, nel 1907, Elis Strömgren. Allo scoppio della prima guerra mondiale divenne la sede del Central Bureau for Astronomical Telegrams, che aveva precedentemente sede a Kiel in Germania, restando tale fino al 1965. Nel 1940 la direzione passò a Bengt Strömgren.
Nel 1953 venne inaugurato l'osservatorio di Brorfelde, una nuova succursale nei pressi di Holbæk, una cinquantina di chilometri a ovest di Copenaghen. Il nuovo osservatorio è divenuto un'entità indipendente nel 1996 sebbene ospiti ancora strumentazione utilizzata dall'università che la controlla dal centro Rockefeller in Copenaghen.

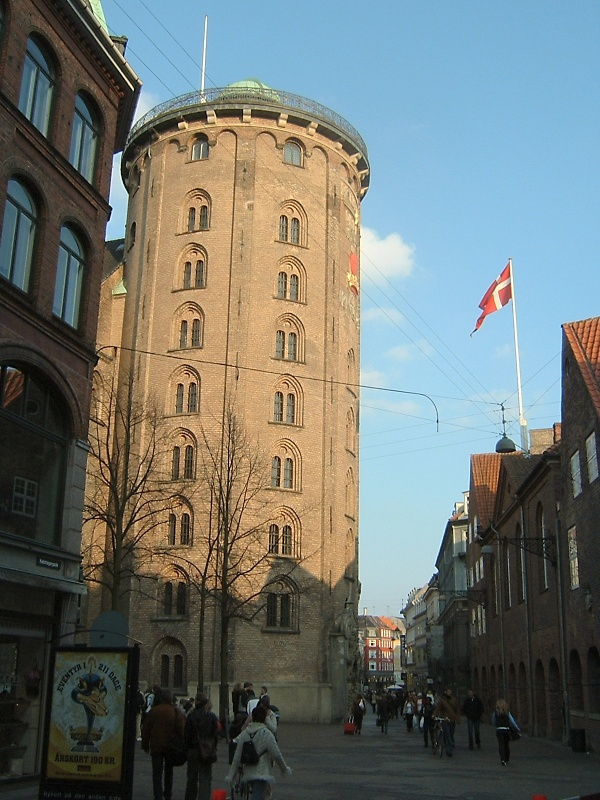
La Rundetårn.
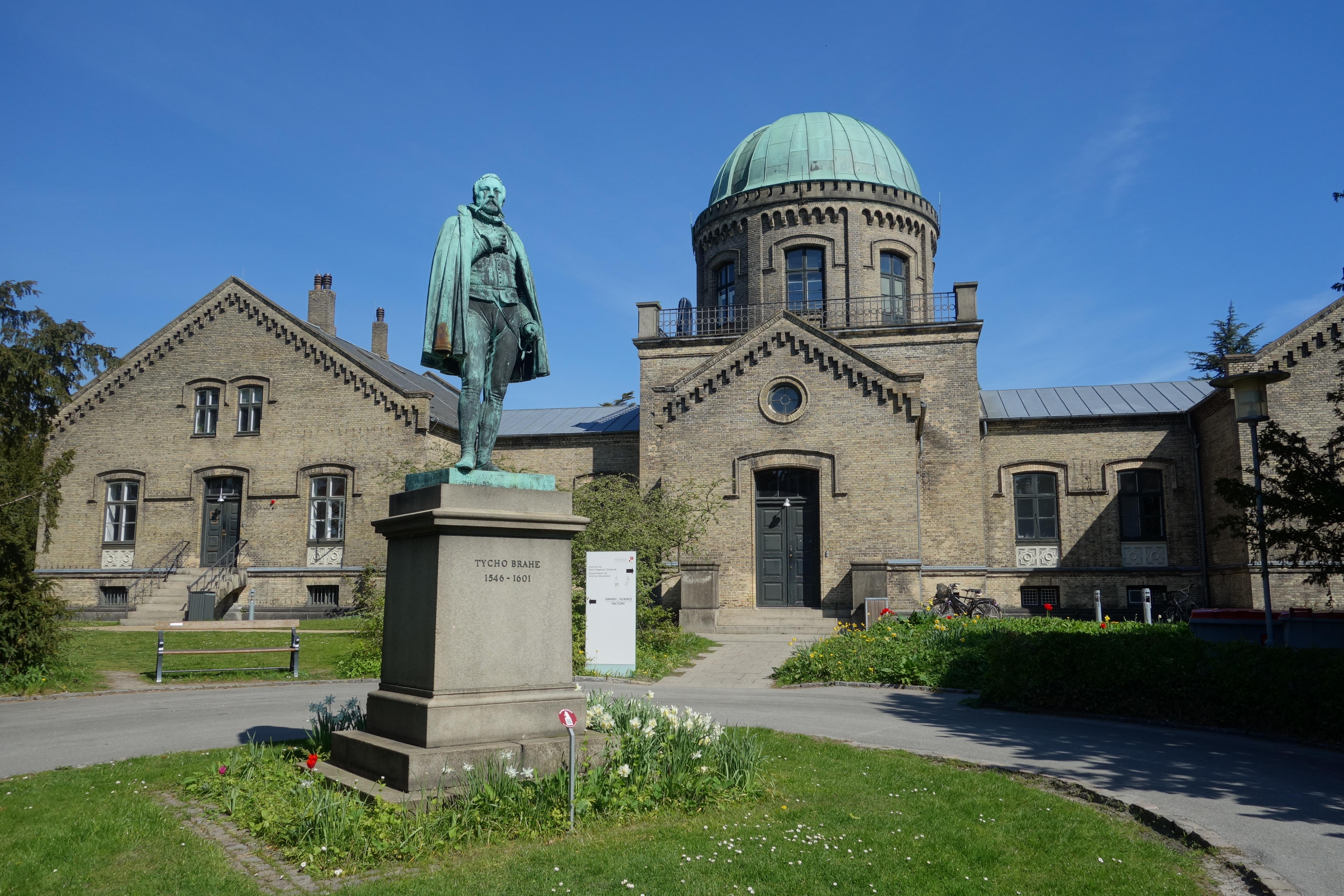
L'osservatorio di Østervold.
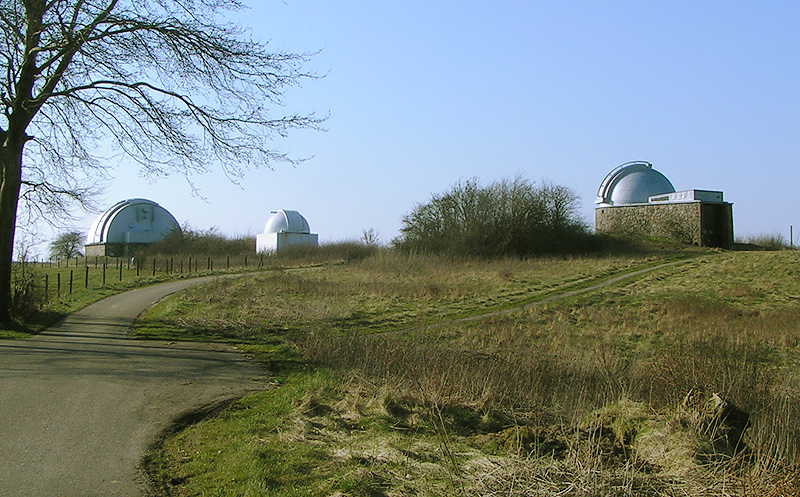
L'osservatorio di Brorfelde.